# 中国左翼社会科学家联盟
中国左翼社会科学家联盟（简称“社联”）是1930年5月20日中国共产党在上海成立的以传播马克思主义为宗旨的文化理论团体。

## 历史
1927年大革命失败后，从国外归来的左翼留日留苏学生，从大革命的军事、政治斗争前线撤下来的党员与左翼人士郭沫若、成仿吾、冯乃超、李初梨、彭康、朱镜我、王学文、钱杏邨、洪灵菲、李一氓、阳翰笙等，纷纷来到上海，利用租界的特殊环境，组织社团、出版书刊，从事左翼文艺和社会科学运动，使上海成为新的全国文化中心。郭沫若回忆：“新锐的斗士朱（镜我）、李（初梨）、彭（康）、冯（乃超）由日本回来，以清醒的唯物辩证论的认识，划出了一个‘文化批判’的时期。《文化批判》出版后，在文化界和思想界，燃起了弥天的烽火，很热烈地得到了青年们的拥护。辩证唯物论的阐述和高扬，使它成为中国思想界的主流。”
1930年5月20日邓初民、吴黎平、钱铁如、熊得山、柳岛生（杨贤江）、林柏修（杜国庠）、朱镜我、蔡泳裳、王学文、董绍明、刘楚平、柯柏年、潘汉年（文委书记，社联筹备委员会负责人）、田汉（左联代表）等三十余人在上海公开成立中国左翼社会科学家联盟，推举宁敦伍为主席，会员40余人。大会讨论通过了《中国左翼社会科学家联盟纲领》，申明其目的为：中国一切真正的马克思主义者，为无产阶级解放运动努力的人们，和我们在一起，在革命的马克思主义的旗帜之下，团结起来，光大和发扬革命的理论，促进中国工农革命的胜利。《纲领》提出社联的五大任务：
- 以马克思主义的观点分析中国及国际的政治经济，促进中国革命；
- 研究并介绍马克思主义理论，使它普及于一般；
- 严厉地驳斥一切非马克思主义的思想——如民族改良主义、自由主义及假马克思主义的理论——如社会民主主义、托洛茨基主义及机会主义；
- 有系统地领导中国的新兴社会科学运动的发展，扩大正确的马克思主义的宣传；
- 革命的马克思主义者，绝不是限于理论的研究，无疑地应该努力参加中国无产阶级解放运动的实际斗争。

决定出版机关刊物《社会科学战线》，编辑出版有系统的社会科学讲座（1930年6月上海光华书局出版了第一卷即被查禁），联络国内外马克思主义团体，领导新兴社会科学运动，参加筹备“五卅”纪念活动等。
- 社联党团书记朱镜我/张庆孚/沈志远/陈处泰（陈开泰）/杜国庠/许涤新/马纯古（马亚人）/史一乘（史存直）/郑彰群（郑长群）
- 社联中央执行委员会(后改称常务委员会)
  - 秘书部
  - 宣传部
  - 组织部
  - 总务部
  - 中国政治经济委员会
  - 国际政治经济委员会
  - 书报审查委员会
  - 编辑出版委员会
  - 基金筹募委员会
  - 青年问题委员会
  - 中国左翼社会科学家联盟日本东京分盟：1935年杜鲁人（何干之）到日本以中国留学生组织的“新兴社会科学研究社”为基础成立，会员约有50人。
  - 中国左翼社会科学家联盟广州分盟：1932年秋成立，成员主要是中山大学学生。谭秀峰（何干之）、凌伯骥、江穆等担任领导工作。
  - 中国左翼社会科学家联盟北平分盟[2]：1930年10月16日在北大法学院成立。第一届执行委员会9人。社联党团陈曾固、张磐石、宋劭文、李正文、裴丽生、范文澜等。1935年夏停止活动。

1930年10月社联参加中国左翼文化界总同盟并接受其领导。创办了《新思潮》（主编王学文）、《研究》（主编柯柏年，1932年4月只创刊发行一期即被国民政府取缔）、《社会现象》（主编许涤新）、《时代论坛》（主编何干之）、《正路》（张跃华、蔡馥生主编）、《新文化》（沈志远主编）、《文化斗争》、《世界文化》、《书报评论》（主编柯柏年）等杂志，其作者基本上都是社联成员。出版了恩格斯的《反杜林论》（吴黎平译，第一个中文全译本）、《家庭、私有制和国家的起源》与《论历史唯物主义》（杨贤江译）、《马克思论文选译》与《马克思恩格斯合传》（李一氓编译）、狄慈根的《辩证法唯物论》和《辩证法的逻辑》（柯柏年译）、《新哲学辞典》（沈志远编著）、佐野学的《旧唯物论底克服》与德波林的《辩证法的唯物论入门》（林柏修译）、在《读书生活》杂志上连载的《哲学讲话》（艾思奇著，即后来出版的《大众哲学》）等。开展书报评论，推荐优秀的社会科学著作，介绍正确的学习研究方法，利用大中学校、假期补习班等讲坛宣传马克思主义，批驳各种反马克思主义的理论。1930年冬创立了外围公开组织“中国社会科学研究会”（简称“社研”），主要是发展吸收左倾大学生、失学的知识青年学习马列主义理论、参加实际的革命斗争，王学文、曹荻秋、韩拓夫、许涤新先后任党团书记。上海同文书院一批左倾的日本学生也被发展加入了“社研”。一二八事变后“社研”发展到一千多人，并在苏州、无锡设有分部，由于与社联在工作上有很多重复，1933年6月两个组织合并活动。
社联与左联合办上海华南大学，很快被查封。社联在上海又创办“文艺暑假补习班”，由王学文担任社会科学方面的课程。补习班结束后，又创办了“现代学艺研究所”，分社会科学和文艺两个班，办了不到2个月被查封。随后又办了“浦江中学”，校董沈钧儒等，课程都是社会科学和文艺方面，大约办了五十天又被查封。
1931年秋，瞿秋白为“文委”拟定了《苏维埃的文化革命》的指示性文件，阐述了文化运动和一般革命斗争的联系。其中社联的工作计划纲要是：
- 政治参与
- 政治口号大众化
- 马克思列宁主义的科学大众化
- 现实的社会现象的社联的指导
- 理论斗争的开展（翻译的规划包括在内）

1936年，社联停止活动。